# Sangre y arena (película de 1916)
Sangre y arena es una película de 1916, basada en la novela homónima de Vicente Blasco Ibáñez. La película fue codirigida por el propio Blasco Ibáñez y por Max André. Fue producida por la marca hispano-francesa Prometheus Films, denominada igual que la editorial Prometeo, de donde se consiguió la financiación para llevar adelante la empresa.
Esta película supone la primera vez que el novelista asume tareas de dirección y producción. Además, gracias al éxito que consiguió en España, Sangre y arena ejerció una notable influencia en el cine español de los años inmediatos, y se situó en los orígenes de la después tan utilizada y recurrente españolada.
Fue la única vez en que Blasco Ibáñez plasmó en imágenes la concepción cinematográfica de su propia obra.
Se conserva una cinta procedente de la Filmoteca de Praga, que es una versión con 800 metros de metraje menos que la cinta original. Esta versión, restaurada por la Filmoteca Valenciana y la de Praga, tiene un final cambiado donde se refuerzan los paralelismos entre el torero y el bandido.

## Restauración
La copia de la Filmoteca Valenciana fue donada por Dolores Nebot Sanchis en 1993. Aquel rollo de película, en soporte de nitrato y en un estado de descomposición que había producido lesiones irreversibles en la imagen, contenía la sexta parte de la película. De aquel metraje, que fue restaurado el mismo año de 1993, se salvaron 93 metros.
En 1996, y a raíz de una proyección a la Filmoteca Española de un ciclo de películas archivadas a la Filmoteca de Praga, la Filmoteca Valenciana se puso en contacto con el Národni Filmový Archiv y obtuvo en préstamo una copia en nitrato con la que completar un metraje, lo más parecido posible al metraje original.
Aquella copia había sido reparada con material de nitrato de diversa procedencia, y habían entronques, huellas dactilares o pérdidas de emulsión. Se restauró en el laboratorio ISKRA y para el transfer de seguridad se utilizó una Optical Printer con ventanilla húmeda.
De la copia de la Filmoteca Valenciana se alargaron algunas secuencias que en la copia checa eran más cortas, se completaron secuencias en la escena de la recuperación del torero y se añadió la secuencia de la procesión de Semana Santa, montada según el orden narrativo de la novela.